# シノビグモ
シノビグモ（学名：Shinobius orientalis）は、クモ目・サシアシグモ科に属するクモの一種である。

## 特徴
体長は雌で5-8mm、雄は5-6mm。全体に褐色から黄褐色で黒褐色の斑紋がある。眼は2列8眼、両列とも後曲（側眼が中眼より後ろ）だが、特に後列の眼が大きくて強く曲がる。
山地に生息し、石や倒木、落ち葉の下など、湿り気の多い地面に潜んでいる。網は張らず、地表を歩いて獲物を捕食する。
産卵期は5-6月で、6月に仔グモが孵化して、翌年の10月頃に成体となるが、そのまま越冬して、産卵はさらに翌年である。
雌はコモリグモ科のもののように卵嚢を糸疣につけて運ぶ。ただし、コモリグモ科とは異なり、孵化した幼虫は雌の腹背でなく、卵嚢の上に集まる。

## 分布
北海道・本州・四国に分布する。現時点では日本固有種。

## 分類
本種は当初キシダグモ科に所属させたが、現在は上記の科に所属させる。この科のものは13属70種ほどが知られるが、ほとんどが中南米産であり、この種の分布はかけ離れたものである。系統的にはコモリグモ科に近いとされる。